# Wilfredo Cerrato
Wilfredo Rafael Cerrato Rodríguez nació en Tegucigalpa, M.D.C. (Honduras), el 14 de agosto de 1971, es un financista hondureño. Fue Presidente del Banco Central de Honduras desde el 27 de enero del 2018 al 26 de enero del 2022.
Esta involucrado, según las investigaciones de la Unidad Fiscal Especializada Contra Redes de Corrupción (Uferco) en el caso conocido como «Pandora». Según las investigaciones de la Uferco, los acusados conformaron entre 2010 y 2013 «una red de corrupción» que participó en la ampliación y aprobación de desembolsos públicos por más de 288 millones de lempiras (cerca de 11,7 millones de dólares) autorizados a las fundaciones Todos Somos Honduras y Dibattista.

## Biografía
Wilfredo Rafael Cerrato Rodríguez nació en Tegucigalpa, M.D.C. (Honduras) del departamento de Francisco Morazán, el 14 de agosto de 1971. Egresó como Licenciado en la carrera de Administración Industrial y de Negocios de la Universidad Tecnológica Centroamericana. Además de haber obtenido un máster en finanzas por la Universidad Católica de Honduras y otro Máster en International Business por el Instituto Centroamericano de Administración de Empresas con sede en Nicaragua.

## Secretario de Finanzas
El 9 de agosto de 2012, fue juramentado como Secretario de Finanzas por el entonces Presidente de la República de Honduras, Porfirio Lobo Sosa en sustitución de Héctor Guillén, quien se vio obligado a dejar el cargo debido a que su esposa fue detenida en posesión de Lps. 1 150 000 en efectivo, que no fue capaz de justificar. De igual forma, fue ratificado en su cargo por Juan Orlando Hernández, quien lo incluyó en su Gabinete Ministerial para el Período 2014-2018.

## Presidente Banco Central de Honduras
Dejó el cargo de Ministro de Finanzas para ser juramentado el 27 de enero del 2018 y por un periodo de cuatro años como Director Presidente del Banco Central de Honduras.